# تونی لی
تونی لی بازیگر و وکیل آمریکایی است که به خاطر بازی در فیلم های بال غربی ، لاست و جاگ شناخته شده است.

## تحصیلات
لی در دبیرستان له کونته جونیور در لس آنجلس تحصیل کرد. او مدرک لیسانس هنر را در رشته روانشناسی از دانشگاه کالیفرنیا، برکلی و دکترای حقوقی از دانشکده حقوق یوسی‌ال‌ای دریافت کرد.

## حرفه
پس از فارغ التحصیلی از دانشکده حقوق، لی در وکلای ایالتی کالیفرنیا پذیرفته شد. او کار خود را به عنوان یک کارمند قراردادی در گرینبرگ گلاسکر آغاز کرد. از سال ۲۰۰۸ تا ۲۰۲۰، او یک وکیل شرکتی در ادوایزرز ال‌ال‌پی بود. در سال ۲۰۲۰، لی شرکت لاو نووس ال‌ال‌پی را تأسیس کرد.
لی از سال ۲۰۰۸ در سریال‌های تلویزیونی مختلفی ظاهر شده است، از جمله قسمت بال غربی. لی یک دوره تکراری در سریال لاست داشت، جایی که او در چندین قسمت نقش جائه لی را بازی کرد. او همچنین به دلیل بازی در نقش تونی لی در سریال کمدی تلویزیونی نیکلودئون جاست جوردن به خوبی شناخته شده است. 

## فیلم‌شناسی

### فیلم
| سال  | عنوان                           | نقش         | یادداشت |
| ---- | ------------------------------- | ----------- | ------- |
| ۲۰۰۴ | <i id="mwNQ">یک آخرین سواری</i> | ریچی        |         |
| ۲۰۰۴ | <i id="mwPA">پرکننده صندلی</i>  | پیشخدمت     |         |
| ۲۰۰۵ | <i id="mwQw">غل و زنجیر</i>     | پلیس کره ای |         |
| ۲۰۰۶ | ترش و شیرین                     | پروفسور لو  |         |
| ۲۰۰۶ | <i id="mwUA">رمان عاشقانه</i>   | تاد         |         |

### تلویزیون
| سال        | عنوان                               | نقش            | یادداشت                                  |
| ---------- | ----------------------------------- | -------------- | ---------------------------------------- |
| ۲۰۰۰       | <i id="mwXw">شهر فرشته ها</i>       | لی             | اپیزود: "موقعیت را بپذیر"                |
| ۲۰۰۱       | <i id="mwZg">دستگیری و محاکمه</i>   | تران           | قسمت: "قاتل پلیس"                        |
| ۲۰۰۲       | 24                                  | دنگ            | قسمت: "روز دوم: 8:00 صبح تا 9:00 صبح"    |
| ۲۰۰۲، ۲۰۰۳ | <i id="mwdA">دوست دختر</i>          | سرور / پیشخدمت | 2 قسمت                                   |
| ۲۰۰۳       | <i id="mwew">تور</i>                | کارآگاه لی     | 2 قسمت                                   |
| ۲۰۰۳       | بال غربی                            | جای یونگ آن    | قسمت: "هان"                              |
| ۲۰۰۳       | <i id="mwiA">نمایش تریسی مورگان</i> | Maitre D'      | قسمت: "سالگرد"                           |
| ۲۰۰۳، ۲۰۰۴ | JAG                                 | ستوان چارلز یی | 2 قسمت                                   |
| ۲۰۰۴       | ER                                  | قوون فه        | قسمت: "Touch & Go"                       |
| ۲۰۰۵       | راهب                                | پیک            | اپیزود: "آقای راهب دچار تب کابین می شود" |
| ۲۰۰۵–۲۰۰۶  | گمشده                               | جائه هیوک لی   | 3 قسمت                                   |
| ۲۰۰۶       | <i id="mwqw">بدون هیچ ردی</i>       | اویشی          | اپیزود: "شانس یا زوج"                    |
| ۲۰۰۶       | افسون شده                           | سگ             | قسمت: "12 ذن عصبانی"                     |
| ۲۰۰۶       | حلقه الکترونیکی                     | کاپیتان کیم    | قسمت: "دوستان و دشمنان"                  |
| ۲۰۰۶       | <i id="mwwA">ایستادگی</i>           | دکتر برگ       | قسمت: "حمایت از زندگی"                   |
| ۲۰۰۹       | آناتومی امید                        | دکتر چن        | فیلم تلویزیونی                           |
| ۲۰۰۹       | Lost: Destiny Calls                 | جائه هیوک لی   | فیلم تلویزیونی                           |